# Aquida
Al Aquida es el nombre que recibe en el Islam la creencia o doctrina. Representa lo que el creyente debe reconocer y creer porque Alá lo ha revelado. 
Para conocer a fondo el credo auténtico el musulmán debe recurrir a sus tres fuentes, y solo a ellas: 
- el Corán, que es la revelación de Alá,
- la Sunnah, que son los dichos y hechos del Profeta Mahoma, recogidos en los llamados hadices verificados por los ulemas.
- el ijma (consenso), que son los dichos y hechos de los compañeros del Profeta, los Salaf us-Saalih o Predecesores Piadosos, que también están recogidos en hadices.

Como consecuencia, cada buen musulmán basa en la aquida sus creencias, conceptos, prácticas religiosas, trato con la gente, conducta y hasta las finanzas, y solo acepta aquella jurisprudencia que esté basada en las tres fuentes: la sharia. 